# Federación Estadounidense de Bridge
La Federación Estadounidense de Bridge (inglés: United States Bridge Federation - USBF) es el organismo nacional para el bridge en los Estados Unidos. Su presidente es George Jacobs desde 2013 y su vicepresidente Howard Weinstein. Fue criada por la American Contract Bridge League para ser un organismo independante in 2001. Es filial de la Federación Mundial de Bridge y de la American Contract Bridge League. No debemos confonder la Federación Estadounidense de Bridge (USBF) y la ACBL.

## Organización

### Mesa
- Presidente :Geogre Jacobs
- Vicepresidente :Howard Weinstein
- Secretario :Jan Martel

El Presidente y el Vicepresidente son elegidos para un mandato de 2 años.